# Czukor Balázs
Czukor Balázs (Oroszlány, 1979. augusztus 10. –) magyar színész, rendező és író.

## Életpályája
1979-ben született Oroszlányban. 1997-ben érettségizett a Törökbálinti Kísérleti Általános Iskola és Gimnáziumban. 1998–2003 között a Színház- és Filmművészeti Egyetem hallgatója. 2003-ban a Bárka Színházban szerepel, majd 2004–2007 között az Örkény Színház tagja. 2008–2010 között a szombathelyi Weöres Sándor Színház, 2010–2012 között a Szputnyik Hajózási Társaság tagja. 2012-től szabadúszó. A színészet mellett rendszeresen zenél és rendez is.

## Családja
Édesapja, Cukor György (1953–2023) költő, író.

## Főbb színházi szerepei
- Puck (Shakespeare: Szentivánéji álom)
- Miskin (Sztavrogin) (Dosztojevszkij: A félkegyelmű)
- Lauro (Weöres Sándor: Szent György és a sárkány)
- Drummond (Ashlin Halfnight: Isten előszobája)

## Filmjei
- Hunyadi (magyar történelmi sorozat, 2025)
- Memento mori – A váci legenda (magyar tévéfilm, 2023)
- Drága örökösök – A visszatérés (magyar televíziós sorozat, 2023)
- Egyszer volt Budán Bödör Gáspár (magyar televíziós sorozat, 2020)
- Drága örökösök (magyar televíziós sorozat, 2019-2020)
- Napszállta (magyar-francia filmdráma, 2018)
- Szérum (TV film) színész (2015)
- Útitárs (TV film) színész (magyar kisjátékfilm, 2014)
- Az éjszakám a nappalod színész (magyar fekete komédia, 2014)
- Munkaügyek (magyar televíziós sorozat, 2013)
- Vége színész (magyar kisjátékf., 2010)
- Az úr elköszön színész (magyar kisjátékfilm, 2010)
- Sweet Sixteen, a hazudós (tévéfilm) színész (tévéfilm, 2010)
- Czukor Show színész (magyar játékfilm, 2010)
- 1 színész (magyar krimi, 2009)
- Egymás mellett színész (magyar kisjátékfilm, 2008)
- Tanúvallomás színész (magyar kisjátékfilm, 2007)
- Könyveskép - Nyolclábú tükör (tévéfilm) színész (magyar tévéjáték, 2007)
- Tarka képzelet - A virágünnep vége - Gulácsy álmai (filmetűd, 2006)
- Öreg fa színész (magyar kisjátékfilm, 2006)
- La Belle époque színész (magyar kisjátékfilm, 2006)
- Emelet színész (magyar filmdráma, 2006)
- A fény ösvényei színész (magyar filmdráma, 2005)
- Undorgrund színész (magyar kísérleti film, 2004)
- Loop színész (magyar rövidfilm, 2004)
- Szezon színész (magyar vígjáték, 2004)
- Göncz Árpád: Front (tévéfilm)